# November 2005
Portal Geschichte | Portal Biografien | Aktuelle Ereignisse | Jahreskalender | Tagesartikel

◄ |
20. Jahrhundert |
21. Jahrhundert

◄ |
1970er |
1980er |
1990er |
2000er
| 2010er | 2020er | 2030er | ►

◄ |
2001 |
2002 |
2003 |
2004 |
2005
| 2006 | 2007 | 2008 | 2009 | ►

◄ |
August 2005 |
September 2005 |
Oktober 2005 |
November 2005 |
Dezember 2005 |
Januar 2006 |
Februar 2006 |
►
Dieser Artikel behandelt tagesbezogene Nachrichten und Ereignisse im November 2005.

## Tagesgeschehen

### Dienstag, 1. November 2005
- Addis Abeba/Äthiopien: In der äthiopischen Hauptstadt Addis Abeba sterben bei Unruhen sechs Menschen, 36 weitere werden verletzt. Die Opposition rief zu Protesten gegen das Ergebnis der Parlamentswahlen auf.
- Berlin/Deutschland: Die Verhandlungen zur Bildung einer Großen Koalition stocken wegen des Rücktritts des SPD-Vorsitzenden Franz Müntefering und des Entschlusses von Edmund Stoiber (CSU), auf das Amt des Bundesministers für Wirtschaft zu verzichten. Der Auslöser für den Rücktritt Münteferings ist die erfolgreiche Kandidatur von Andrea Nahles für den Parteivorstand – ein Affront gegen Münteferings konservativ eingestellten Wunschkandidaten für das Amt des Generalsekretärs Kajo Wasserhövel. Stoiber hingegen verzichtet auf die Leitung des Ministeriums für Wirtschaft, weil der Zuschnitt seines Ressorts umstritten bleibt.[1][2]
- Berlin/Deutschland: Der Ministerpräsident von Schleswig-Holstein Peter Harry Carstensen (CDU) tritt sein Amt als Präsident des Bundesrates an.[3]
- Kirkuk/Irak: Ein 13-jähriger Junge verübt einen Bomben-Anschlag auf den Autokonvoi des Polizeichefs. Der Attentäter kommt ums Leben. Mehrere Menschen wurden verletzt.
- New York/Vereinigte Staaten: Nach knapp 20 Jahren wird das Aussichtsdeck auf dem Hochhaus 30 Rock, Teil des Rockefeller Centers in Manhattan, wiedereröffnet. Künftig sollen 1.100 Touristen pro Stunde von hier auf die Stadt schauen können.[4]

### Mittwoch, 2. November 2005

Von den Unruhen betroffene Départements (teilweise nur einzelne Vorfälle) in Frankreich

- Nürnberg/Deutschland: Die Zahl der Arbeitslosen in Deutschland ist im Oktober auf 4,556 Millionen gesunken. Das wären 94.000 weniger als im September, aber 349.000 mehr als vor einem Jahr, berichtete die Bundesagentur für Arbeit (BA) in Nürnberg. Die Arbeitslosenquote ging um 0,2 Punkte auf 11,0 % zurück und ist im Jahresvergleich stärker gesunken als erwartet.
- Pakistan: Bei dem schweren Erdbeben in Pakistan vor dreieinhalb Wochen sind 73.276 Menschen gestorben. Diese Zahl teilte der Leiter der Rettungsarbeiten in Islamabad mit. Zuletzt wurde von mehr als 57.000 Toten gesprochen. Im Erdbebengebiet in Nordpakistan bahnt sich indessen laut dem UN-Kinderhilfswerk UNICEF eine weitere Katastrophe an. Nach neuesten Schätzungen seien im Krisengebiet über zwei Millionen Menschen auf lebensrettende Hilfe angewiesen, die Hälfte davon Kinder und Jugendliche, warnte die Organisation.
- Paris/Frankreich: Bereits den sechsten Tag in Folge werden die Pariser Vororte von einer Welle der Gewalt heimgesucht. Auch in der Nacht auf heute lieferten Jugendliche der Polizei erneut Straßenschlachten und steckten Dutzende Fahrzeuge in Brand. Ausgelöst wurden die Krawalle, die in Frankreich die Diskussion über zugemutete Lebensbedingungen in „sozialen Problemvierteln“ neu entfacht haben, durch den Unfalltod zweier Jugendlicher am 26. Oktober.
Siehe auch: Unruhen in Frankreich 2005
- Soest/Deutschland: In Soest wird die 668. Allerheiligenkirmes eröffnet. Statistisch gesehen die größte Altstadtkirmes (vormals die größte Innenstadtkirmes) Europas findet jährlich in der historischen Soester Altstadt statt. Insgesamt bauen die Schausteller ihre Geschäfte auf einer Fläche von ca. 50.000 m² auf. Jährlich besuchen knapp eine Million Besucher das Volksfest im Herz Westfalens an insgesamt fünf Kirmestagen.

### Donnerstag, 3. November 2005
- Äthiopien: Im ostafrikanischen Staat spitzt sich die Lage weiter zu. Mittlerweile kommt es den dritten Tag in Folge zu gewalttätigen Auseinandersetzungen zwischen Demonstranten und Sicherheitskräften. Diese Unruhen richten sich gegen einen angeblichen Wahlbetrug der Regierung von Ministerpräsident Meles Zenawi bei der Parlamentswahl im Mai. Zu den Demonstrationen hatte die oppositionelle Koalition für Demokratie und Einheit (Qinijit) aufgerufen. Dutzende Menschen starben bereits. Währenddessen eskalieren die Spannungen an der äthiopisch-eritreischen Grenze, wo beide Staaten zwei Jahre lang bis 2000 einen erbitterten Krieg geführt hatten. Nach Angaben von UNO-Beobachtern ziehen sie derzeit wieder Truppen, Panzer und andere schwere Waffen zusammen. UNO-Generalsekretär Kofi Annan rief deswegen zu großer Vorsicht auf, denn jede Handlung könne missverstanden werden. Auch das österreichische Außenministerium hat sich zu den Vorfällen geäußert und gab eine Reisewarnung aus.
- Ramallah/Palästinensische Autonomiegebiete: Israelische Soldaten haben mit scharfen Schüssen auf protestierende palästinensische Jugendliche einen zwölfjährigen Jungen getötet. Das Kind verstarb in der Stadt Dschenin im nördlichen Westjordanland, wie palästinensische Ärzte mitteilten. Er hatte zusammen mit anderen Jugendlichen die israelischen Soldaten mit Steinen beworfen. Die israelische Armee war mit mehr als 30 Geländewagen und unterstützt von zwei Hubschraubern in Dschenin eingerückt, um Mitglieder der radikalen Palästinenserorganisation Islamischer Dschihad festzunehmen.
- Vereinigte Staaten: Nach einem Bericht der „Washington Post“ unterhält der US-Geheimdienst CIA mehrere Geheimgefängnisse für hochrangige Terrorverdächtige in Osteuropa und Asien. Zu den acht Standorten des verborgenen Gefängnissystems wurden neben Thailand und Afghanistan auch „mehrere Demokratien in Osteuropa“ genannt. Die Namen der osteuropäischen Länder hielt die Zeitung nach eigenen Angaben auf Bitten von US-Vertretern zurück. Diese fürchten demnach, dass es nach einem Bekanntwerden der Gefängnisstandorte zu Anschlagsversuchen kommen könnte. Auf diese Medienberichte hin hat sich nun die EU-Kommission eingeschaltet. Man werde die Berichte prüfen, versicherte ein Sprecher von EU-Justizkommissar Franco Frattini in Brüssel. Dabei handle es sich um eine „heikle Angelegenheit“, denn die EU habe keine direkten Kompetenzen in diesem Bereich.

### Freitag, 4. November 2005
- Fidschi: Mitglieder der Nichtregierungsorganisation World Wide Fund For Nature entdecken in einem Riff eine bisher unbekannte Fischart aus der Familie der Riffbarsche.
- Krakau/Polen: Rund ein halbes Jahr nach dem Tod von Papst Johannes Paul II. begann gestern in Krakau die Beweisaufnahme im Verfahren zu seiner Seligsprechung. Das Tribunal wird Beweise für Wunder sammeln. In Krakau werden polnischsprachige Zeugen vernommen werden, alle anderen in Rom.
- Lissabon/Portugal: In der portugiesischen Hauptstadt wurden die 12. MTV Europe Music Awards verleihen. Zu den großen Abräumern gehören unter anderem: Green Day (Beste Rockband und Bestes Album – „American Idiot“), Coldplay (Beste Band aus Großbritannien und Irland und Bester Song – „Speed of Sound“) und Gorillaz (Beste Band). Die Show selbst wurde von insgesamt elf Live-Acts sowie Gastauftritten zahlreicher prominenter Präsentatoren umrahmt, der als „Ali G“ bekannte britische Komiker Sacha Baron Cohen moderierte in seiner Rolle als osteuropäischer MTV-Moderator Borat. Über die Preisvergabe stimmen die Zuschauer in Europa ab. Nach Angaben der Veranstalter kamen 10.000 Zuschauer in den Atlantischen Pavillon in Lissabon. An den Fernsehern könnte die Show bis zu eine Milliarde Zuschauer erreicht haben.

### Samstag, 5. November 2005

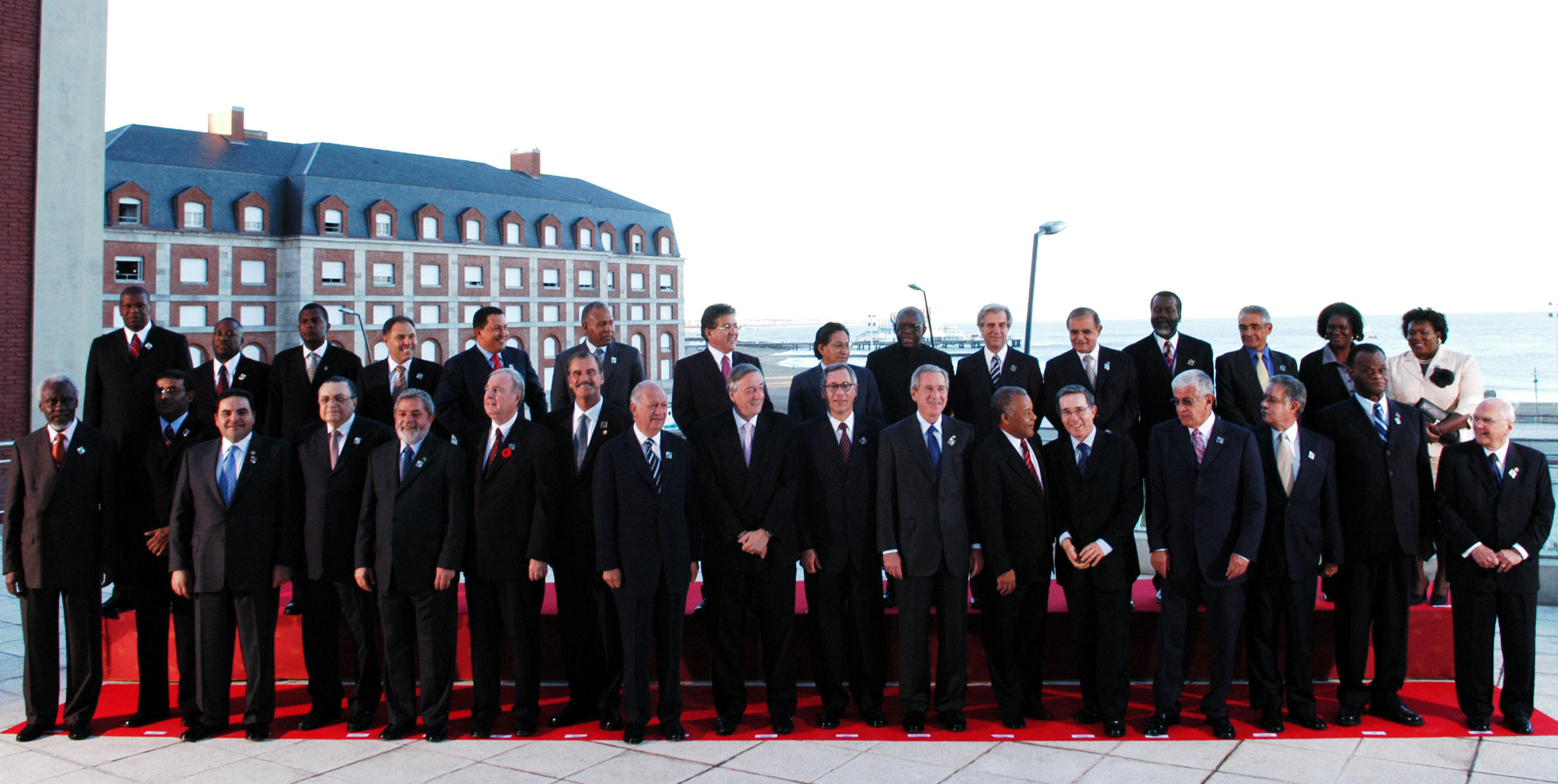
Teilnehmer des Gipfels der Amerikas

- Frankreich: Bereits die neunte Nacht in Folge erlebt Frankreich schwere soziale Unruhen. Trotz eines massiven Polizeiaufgebots haben sich die Ausschreitungen französischer Jugendlicher in mehreren Pariser Vororten weiter verstärkt. Landesweit seien rund 900 Autos in Brand gesteckt und 253 Personen festgenommen worden, teilte die französische Polizei mit. In der Nacht hatte es erstmals auch Krawalle in anderen Landesteilen gegeben, wie in Vororten von Dijon, Rouen und Marseille. Der konservativen Regierung werfen Regionalpolitiker vor, nicht ausreichend auf die sich täglich weiter ausbreitende Gewalt zu reagieren.
Siehe auch: Unruhen in Frankreich 2005
- Irak: Die US Army hat in der westirakischen Provinz al-Anbar an der Grenze zu Syrien eine neue Offensive gestartet. An dem Einsatz, der unter dem Namen „Operation Eiserner Vorhang“ läuft und seinen Schwerpunkt der Stadt Hussaibah hat, seien 2.500 amerikanische und 1.000 irakische Soldaten beteiligt, so die US-Armee in einer Erklärung. Ziel des Einsatzes sei die Wiederherstellung der Sicherheit an der irakisch-syrischen Grenze sowie das regionale Netzwerk der Extremistenorganisation Al-Qaida zu zerstören.
- Mar del Plata/Argentinien: In Mar del Plata und Buenos Aires sowie in rund 200 anderen argentinischen Städten kommt es zu schweren Ausschreitungen und Kundgebungen. Ausländische Banken und US-amerikanische Fastfood-Restaurants werden in Brand gesetzt. Die Polizei geht gegen die Protestbewegung mit Gummigeschossen und Tränengas vor. Die politisch links motivierten Krawalle richten sich gegen die Anwesenheit von US-Präsident George W. Bush auf dem Gipfeltreffen amerikanischer Staaten sowie gegen den Plan der nordamerikanischen Staaten zur Gründung einer Freihandelszone auf dem gesamten amerikanischen Kontinent, die u. a. von den Teilnehmern am „Gipfel der Völker“ abgelehnt wird.[5][6]

### Sonntag, 6. November 2005

„Naypyidaw“ in birmanischer Schrift

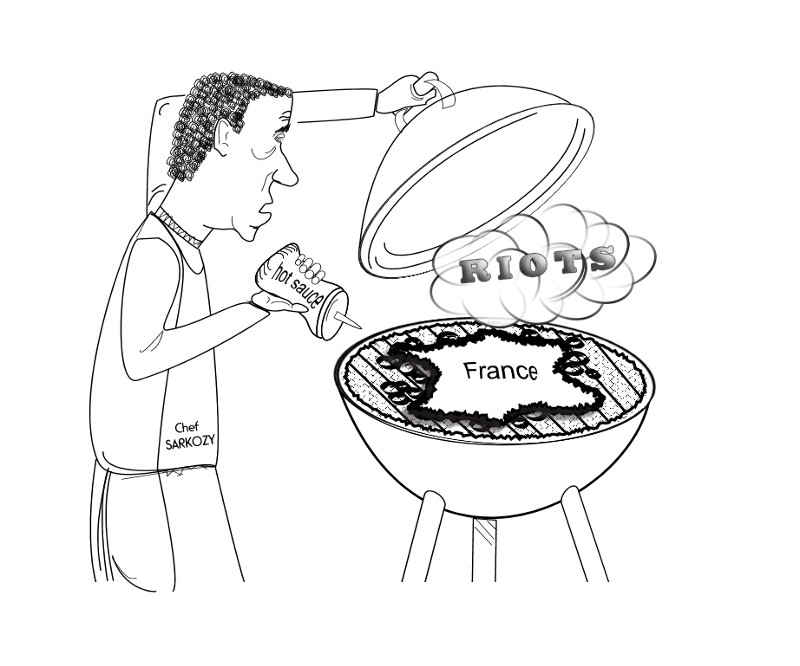
Präsident Sarkozy wird eine Mitschuld an den Unruhen zugeschrieben

- Naypyidaw/Myanmar: Auf Anraten eines Astrologen verlegt Staatsoberhaupt Than Shwe die Hauptstadt des Königreichs von Rangun am Indischen Ozean rund 300 km ins Landesinnere. Dort soll die Planstadt Naypyidaw entstehen.[7]
- Paris/Frankreich: Nach der Ankündigung der französischen Regierung, mit aller Härte gegen jugendliche Randalierer der aktuellen landesweiten Gewaltexzesse vorzugehen, setzen sich die Krawalle im ganzen Land fort, am stärksten betroffen ist Paris. In der Nacht zum 6. November werden 1.295 Fahrzeuge in Brand gesetzt und 312 Personen festgenommen.[8]

### Montag, 7. November 2005

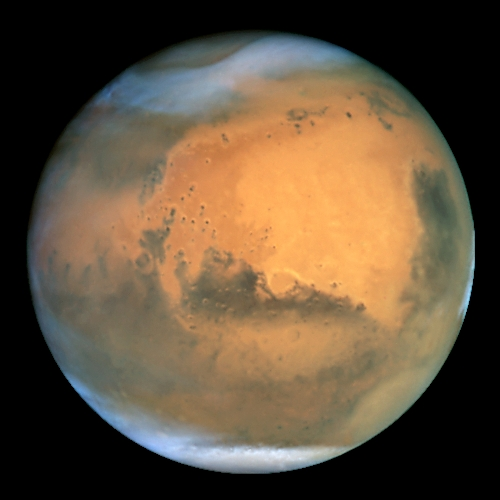
Mars (Hubble-Teleskop, Juni 2001)

- Berlin/Deutschland: Im deutschen Bundestag gibt es weiterhin breiten Widerstand gegen die nun vierte Kandidatur von Lothar Bisky (Linkspartei.PDS) zum fünften Vizepräsidenten. Der Bundestag entscheidet, dass für diese Wahl eine einfache Mehrheit genügen soll.
- Brüssel/Belgien: Der EU-Chefverhandler für den Dezember-Gipfel der WTO in Hongkong, Peter Mandelson, gerät bezüglich der umstrittenen Agrarförderungen von mehreren Seiten unter Beschuss. Frankreichs Regierung sagt, seine namens der 25 EU-Staaten abgegebenes Offerte „sei falsch und gehe zu weit“. Vertreter der großen Agrarexporteure Indien und Brasilien hatten am Montag in London angedeutet, man werde die gesteckten Ziele beim WTO-Gipfeltreffen in Hongkong nicht erreichen und brauche bald ein „Hongkong II“. Nach EU-Handelskommissar Mandelson ziehe hingegen „Gleichgültigkeit auf, sobald die Erwartungen reduziert würden“. Beim Hauptstreitpunkt, den Agrarsubventionen, werfen die USA und andere Länder der EU vor, ihren Agrarmarkt zu sehr abzuschotten. Die Zugeständnisse zum Abbau von Agrar-Zöllen und -Subventionen reichen ihnen nicht weit genug.
- Dortmund/Deutschland: Aus dem präsentierten dritten Band der „Internationalen Grundschul-Lese-Untersuchung“ (IGLU) zum Leseverständnis von Viertklässlern geht eindeutig hervor, dass Jungen bei identischer Leistung in Deutsch oder Sachkunde schlechter als Mädchen benotet werden. „Jungen werden leicht benachteiligt“, äußert der wissenschaftliche Leiter der IGLU-Studie für Deutschland, Professor Wilfried Bos. Als Ursache für bessere Noten der Mädchen sei möglicherweise deren „Wohlverhalten“ zu sehen.
- Mars: Der „Rote Planet“ steht wieder in Erdnähe und ist das hellste Objekt am Sternhimmel. In der diesjährigen Opposition ist Mars von uns 0,46 AE entfernt, was nur etwa 10 % ferner ist als die „Jahrtausend-Opposition“ von 2003.
- Paris/Frankreich: Bei den aktuellen Unruhen in Frankreich, deren Zentrum Paris und Umland ist, kommt ein Mann ums Leben. Er wird am Rande von Krawallen im Pariser Vorort Stains niedergeschlagen, erliegt im Krankenhaus seinen Verletzungen und ist das erste Todesopfer der Exzesse. In der Hauptstadtregion sowie in einigen anderen Großstädten werden insgesamt 1.400 Autos in Brand gesteckt. In fast 400 Fällen kommt es zu Festnahmen. Die Integrations- wie auch die Krisenpolitik des Präsidenten Nicolas Sarkozy ernten in allen politischen Lagern immer stärkere Ablehnung.[9]

### Dienstag, 8. November 2005

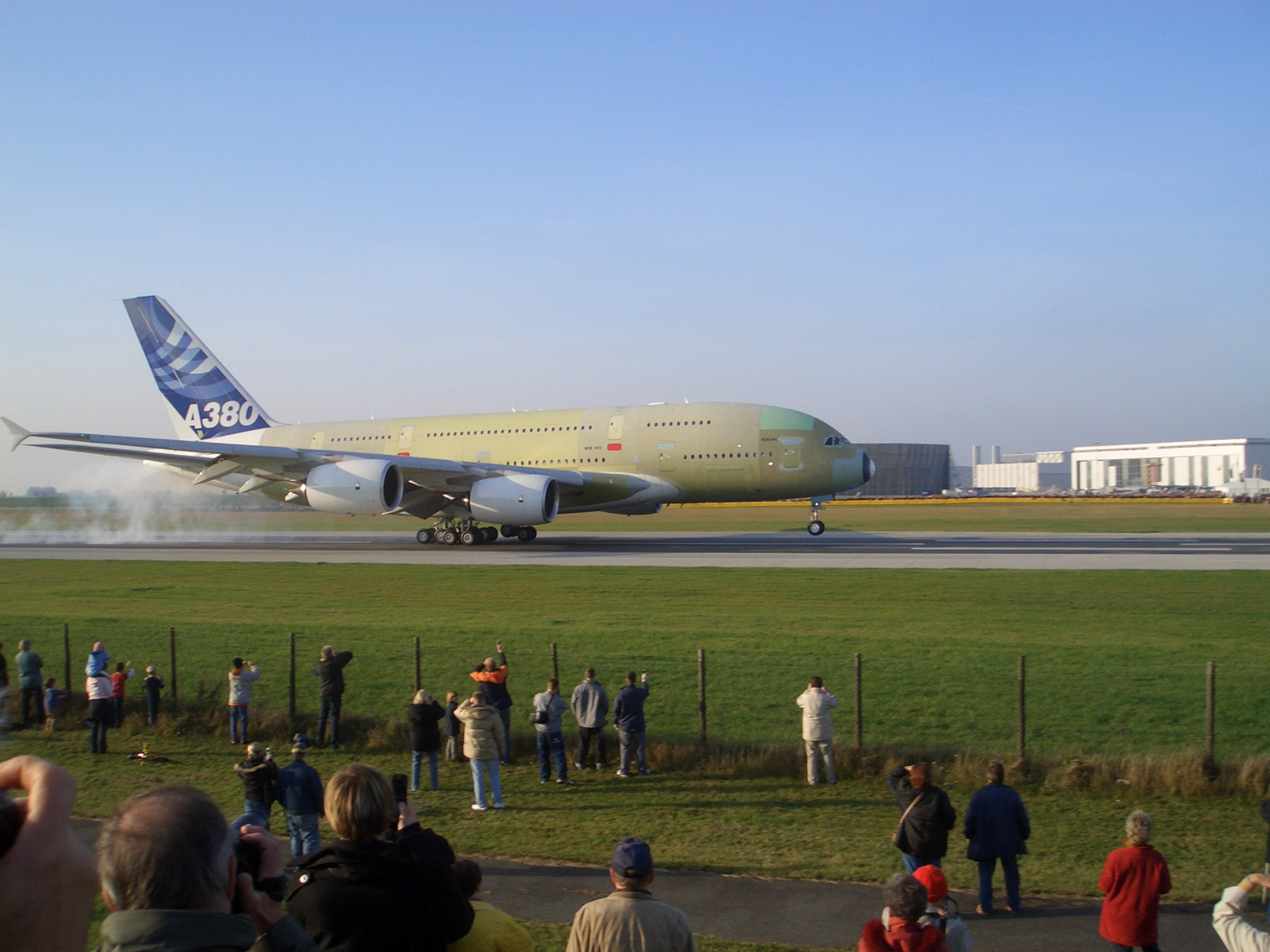
Erste A380-Landung in Finkenwerder

- Berlin/Deutschland: Die Linkspartei.PDS verzichtet nach der vierten Niederlage ihres Spitzenkandidaten Lothar Bisky zur Wahl des ihr zustehenden Vizepräsidentenamtes im Bundestag endgültig auf seine Kandidatur. In geheimer Wahl stimmten bei 36 Enthaltungen 249 Abgeordnete für und 310 gegen ihn.
- Bremen/Deutschland: Die Abgeordneten der Bürgerschaft wählen Jens Böhrnsen (SPD) zum Bürgermeister des Landes Bremen und der Stadt selbst.[10]
- Hamburg/Deutschland: Der Airbus A380 landet zum ersten Mal im Airbus-Werk Finkenwerder.
- Sydney/Australien: Sicherheitskräfte verhindern nach fast 16-monatigen Ermittlungen mit der Verhaftung von 16 Verdächtigen in Sydney und Melbourne die Ausführung eines größeren Terroranschlags. An der Razzia sind fast 400 Polizisten beteiligt. Einer der Festgenommenen ist der aus Algerien stammende radikal-islamische Prediger Abdul Nacer Benbrika, der Osama bin Laden als „großen Mann“ rühmte, dessen Zielen nachzueifern sei. Anhänger Benbrikas wurden 2004 dabei beobachtet, wie sie die Börse und den Hauptbahnhof in Melbourne filmten.

### Mittwoch, 9. November 2005
- Berlin, Köln/Deutschland: In der Nacht zum Mittwoch stecken unbekannte Täter mehrere PKW in Köln und Berlin in Brand. Ob es Nachahmungstäter bzw. „Trittbrettfahrer“ der Unruhen in Frankreich sind, sagt die Polizei noch nicht, schließt aber einen Zusammenhang nicht aus. Die Berliner Polizei wird ihre öffentliche „Präsenz“ deutlich verstärken. In Köln brannten vier Autos aus, während in den Berliner Ortsteilen Gesundbrunnen, Pankow und Wedding sechs PKW und ein Motorroller in Brand gesteckt wurden. Bereits in der Vornacht brannten fünf Berliner Fahrzeuge.
- London/Vereinigtes Königreich: Chinas Staatspräsident Hu Jintao begann in London seine Europareise. Begleitet wurde die Ankunft von Protesten, die ein freies Tibet forderten.
- New York/Vereinigte Staaten: Michael Bloomberg wird mit deutlicher Mehrheit für eine zweite Amtszeit als Bürgermeister von New York City wiedergewählt. Der Milliardär und Kandidat der Republikaner schlägt seinen demokratischen Herausforderer Fernando Ferrer mit einem Vorsprung von 19 Prozentpunkten. Nach Auszählung von 98 % der Wahllokale liegt er mit 58 % zu 39 % vorn.
- Sacramento/Vereinigte Staaten: Alle 4 Referenden über eine Reform-Agenda, die der amtierende Regierungschef Kaliforniens Arnold Schwarzenegger den Bürgern vorgelegt hatte, wurden am Dienstag mehrheitlich abgelehnt, da die Gewerkschaften ihre vorgeschlagene Straffung heftig bekämpften. Die drei anderen Initiativen betrafen längere Probezeiten für Lehrer, neue Grenzen der Wahlbezirke und mehr Budgetrechte des Gouverneurs, wie er bei seiner Wahl angekündigt hatte. Schwarzeneggers anfänglich guter Ruf ist einer gewissen Enttäuschung gewichen, die seine Wiederwahl im Herbst 2006 gefährden könnte.
- Erfolgreicher Start der ESA-Raumsonde „Venus-Express“. Sie soll die Venus im April 2006 erreichen.

### Donnerstag, 10. November 2005
- Berlin/Deutschland: Die deutschen Koalitionsverhandlungen gehen in die Endphase. CDU und SPD einigen sich auf eine Senkung der Lohnnebenkosten (Arbeitslosenbeitrag), die teilweise durch Erhöhung der Umsatzsteuer auf 19 % kompensiert wird. Deren andere Hälfte dient der Verringerung des Budgetdefizits.
- B’nai B’rith, die größte jüdische Vereinigung, verleiht dem früheren österreichischen Bundeskanzler Franz Vranitzky ihre höchste Auszeichnung, die Goldene Verdienstmedaille. Vranitzky hatte 1991 mit einem Tabu gebrochen und im Parlament eine österreichische Mitschuld an NS-Verbrechen angesprochen. Dann besuchte er als erster österreichischer Regierungschef Israel.

### Freitag, 11. November 2005
- Hillsdale/Vereinigte Staaten: Die Wähler in Hillsdale in Michigan entscheiden sich für den 18-jährigen Michael Sessions als Bürgermeister. Damit wird er jüngster Bürgermeister der USA sein.

### Samstag, 12. November 2005
- Tokio/Japan: Die japanische Raumsonde Hayabusa bereitet sich zur ersten Probenentnahme eines Asteroiden vor.

### Sonntag, 13. November 2005

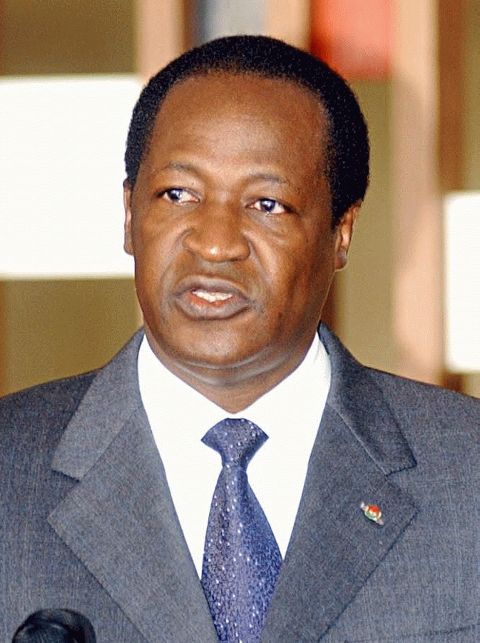
Blaise Compaoré

- Baku/Aserbaidschan: Eine Woche nach der von Wahlfälschungen beeinflussten Parlamentswahl fordern 20.000 Demonstranten in der Hauptstadt Baku von Präsident Əliyev die Annullierung des verkündeten Ergebnisses, nach der die Regierungspartei die absolute Mehrheit hätte. In Anlehnung an die orange Revolution in der Ukraine trugen die Teilnehmer der Protestbewegung orange Fahnen (FAZ 14. November 2005).
- Ouagadougou/Burkina Faso: In Burkino Faso finden nach einer Verfassungsänderung im Jahr 2000 erstmals Präsidentschaftswahlen statt, zu denen die gesamte politische Opposition antritt. Wahlgewinner ist nach Angaben der Wahlkommission Blaise Compaoré, der 1987 einen erfolgreichen Putsch gegen den Vorsitzenden des Revolutionsrats Thomas Sankara anführte und seither als Staatsoberhaupt amtiert.[11]

### Montag, 14. November 2005
- Berlin/Deutschland: Heute beraten die Parteigremien von CDU, CSU und SPD über die Ergebnisse der Koalitionsverhandlungen. Es gab vereinzelte Widerstände – in der Union gegen die „Reichensteuer“, in der SPD gegen die erhöhte Umsatzsteuer und die Lockerung des Kündigungsschutzes – aber dennoch große Zustimmung, die CSU votierte sogar einstimmig dafür.
- Jordanien: Die Terroranschläge von Amman sind weitgehend aufgeklärt. Alle 4 Terroristen (drei umgekommen, eine Frau verhaftet) stammen aus dem Irak und haben laut FAZ auf eigene Faust gehandelt.
- Kabul/Afghanistan: Bei der Explosion einer Autobombe in der afghanischen Hauptstadt wurde erneut ein Bundeswehrsoldat der ISAF-Mission getötet.
- Straßburg/Frankreich: Das EU-Parlament berät über die neue Wegekosten-Richtlinie. Wichtige Aspekte sind 1. die 3½-Tonnen-LKW-Begrenzung, 2. die Belastung für Transitländer, 3. die Mautfrage (auch für Ausweichrouten?) und 4. die Regelung zu den Eisenbahnen.
- Wien/Österreich: Die bis Mittwoch anberaumte internationale Islamkonferenz beginnt. Für die Sicherheit der rund 500 Teilnehmer sind 600 zusätzliche Polizisten und Sondereinheit Cobra im Dienst. Als gefährdet gelten u. a. die Präsidenten des Irak und Afghanistans.

### Dienstag, 15. November 2005
- Honshū/Japan: Ein Erdbeben der Stärke 7 auf der Richterskala erschüttert einen Teil der Hauptinsel Honshū.
- Saarland/Deutschland: Am frühen Morgen erschüttert ein leichtes Erdbeben der Stärke 3,1 auf der Richterskala Teile des Saarlands. Es soll seine Ursache im exzessiven Bergbau haben.

### Mittwoch, 16. November 2005
- Istanbul/Türkei: Die Schweiz qualifiziert sich gegen die Türkei für die WM 2006 in Deutschland.[12]
- Tunis/Tunesien: Auf dem Weltgipfel zur Informationsgesellschaft der Vereinten Nationen wird der 100-Dollar-Laptop vorgestellt.

### Donnerstag, 17. November 2005

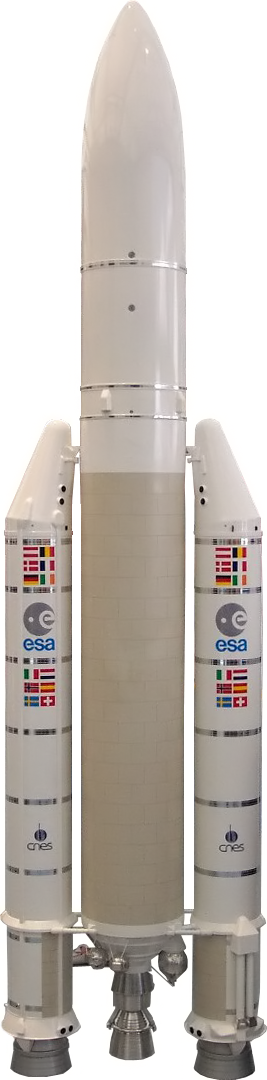
Modell Ariane 5

- Berlin/Deutschland: Der ehemalige Bundesligaschiedsrichter Robert Hoyzer wurde heute wegen Beihilfe zum bandenmäßigen Betrug vom Landgericht Berlin zu einer Freiheitsstrafe von zwei Jahren und fünf Monaten ohne Bewährung verurteilt. Die Anwälte kündigten Revision beim Bundesgerichtshof an.
- Peking/China: Die öffentliche Kritik an der Ein-Kind-Politik, die bisher meist indirekt formuliert wurde, verschärft sich. Erstens widerspreche sie der gesellschaftlichen Tradition, zweitens würden zu wenige Mädchen geboren, was mit den traditionell immer noch hohen Brautpreisen zusammenhängt. Trotz der seit Ende der 1970er Jahre sehr strengen Geburtenkontrolle verfehlte der Staat sein Ziel, dass die Einwohnerzahl die Grenze von 1,2 Milliarden Menschen nicht übersteigt. Chinas Bevölkerung wuchs jährlich um 1 % bis 2 % Prozent auf derzeit 1,31 Milliarden.
- Kourou/Französisch-Guayana: mit dem gelungenen Start einer Ariane 5 der ESA wurden zwei Kommunikationssatelliten in eine geostationäre Erdumlaufbahn gebracht: einer für hochauflösendes Fernsehen, der zweite zur Übertragung von Telefongesprächen und anderen Daten. Der Start war im Juni wegen technischer Probleme eines der Satelliten verschoben worden.
- Gyeongju/Südkorea: US-Präsident George W. Bush und der südkoreanische Staatschef Roh Moo-hyun haben die nordkoreanische Führung zum Verzicht auf ihr Atomwaffenprogramm aufgefordert. Beide Präsidenten seien sich einig, dass ein „atomar aufgerüstetes Nordkorea nicht toleriert werden kann“, sagte Roh am Donnerstag nach einem Treffen mit Bush in der früheren koreanischen Hauptstadt Gyeongju.
- Priština/Serbien und Montenegro: Wenige Tage vor Beginn der Statusverhandlungen für das Kosovo hat das Parlament in Priština eine Resolution verabschiedet, in der es sich für die Bildung eines unabhängigen und souveränen Staates ausspricht. Damit bestätige das Parlament den „politischen Willen der Bevölkerung des Kosovo“, hieß es in der am Donnerstag verabschiedeten Erklärung des Parlaments. Auf Druck internationaler Vertreter im Kosovo verzichteten die Parlamentarier auf die Verabschiedung einer Resolution, mit der sie die serbische Provinz für unabhängig erklärt hätten.
- Sri Jayewardenepura/Sri Lanka: Mahinda Rajapaksa von der Freiheitspartei (SLFP) gewinnt im ersten Wahlgang die Präsidentschaftswahl. Die Amtszeit der Staatspräsidentin Chandrika Kumaratunga (SLFP) ging nach zwei erlaubten Amtsperioden regulär zu Ende.[13]
- Vereinigte Staaten: Der ehemalige US-Präsident Bill Clinton wirft dem amtierenden US-Präsidenten George W. Bush vor, die Entscheidung zum Irakkrieg 2003 sei falsch gewesen und die Vorbereitung für die Zeit danach habe gefehlt. Bush seinerseits erinnert Clinton an seine frühere Aussage, er halte Saddam Hussein für eine weltweite Bedrohung.
- Die Teilnehmer an der Fußball-Weltmeisterschaft 2006 stehen fest. Neben 14 europäischen Ländern, darunter erstmals die Ukraine und nach langem wieder die Schweiz, werden mit Angola, der Elfenbeinküste, Ghana und Togo vier Teams aus Afrika sowie mit Trinidad und Tobago eines aus Nord- und Mittelamerika erstmals antreten.

### Freitag, 18. November 2005
- Jerusalem/Israel: Der wegen Spionage und Verrats zu Landesarrest verurteilte israelische Atomspion Mordechai Vanunu ist am Freitag erneut von der israelischen Polizei festgenommen worden. Vanunu habe versucht, in das Westjordanland auszureisen, und sei dem israelischen Militärsender „Kol Israel“ zufolge an einer Straßensperre im Norden Jerusalems aufgegriffen worden.
- Moskau/Russland: Die Regierung denkt offenbar darüber nach, langfristig die umstrittenen Kurilen-Inseln an Japan zurückzugeben. Es gebe einen Plan, nach dem Moskau und Tokio in zwei bis drei Jahren einen Friedensvertrag zur formalen Beendigung des Zweiten Weltkrieges unterzeichnen könnten, hieß es am Freitag in Kremlkreisen. Im Anhang eines solchen Vertrages solle ein Zeitplan für eine schrittweise Übergabe der Kurilen festgeschrieben werden. Ob der russische Präsident Wladimir Putin diesen Plan am Wochenende bei seinem Besuch in Japan vorlegen wolle, sei aber noch ungewiss.
- Steiermark/Österreich: Aufgrund eines österreichischen Haftbefehls aus dem Jahr 1989 nimmt die Autobahninspektion den britischen Holocaust-Leugner David Irving fest.[14]

### Samstag, 19. November 2005

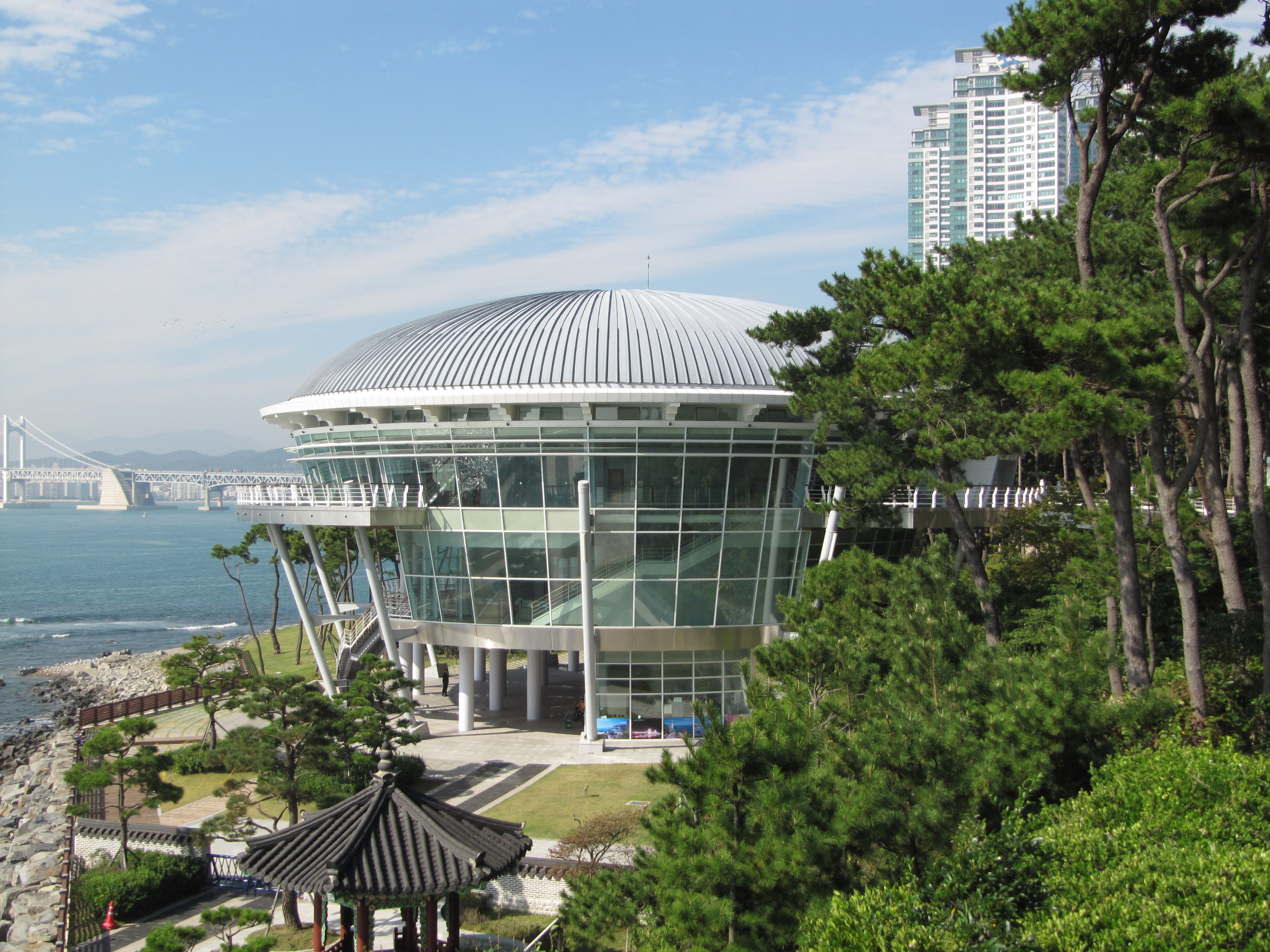
Der APEC-Gipfel fand in einem eigens für das Treffen errichteten Gebäude statt

- Busan/Südkorea: Der 17. Gipfel der Asiatisch-Pazifischen Wirtschaftsgemeinschaft APEC geht zu Ende. Das Fernziel der Mitglieder ist seit 1989 eine Freihandelszone. Elementare Schritte zur Verwirklichung dieses Ziels wurden auf dem Gipfel nicht vollzogen.[15]
- Hamburg, München/Deutschland: „Der Spiegel“ berichtet, dass der Bundesnachrichtendienst (BND) länger als bislang bekannt mehrere Journalisten observiert hat. Ein Sonderermittler informiert in seinem von BND-Präsident August Hanning beauftragten Bericht das Kanzleramt darüber, dass Observationskommandos den Publizisten Erich Schmidt-Eenboom mindestens bis 1996 überwachten. Der „Focus“ meldet, einer seiner Reporter sei mehr als drei Jahre, von 1993 bis 1996, ausgespäht worden.
- Hannover/Deutschland: Bundeskanzler Gerhard Schröder wird mit einem Großen Zapfenstreich der Bundeswehr nach sieben Jahren Kanzlerschaft verabschiedet.
- Kiel/Deutschland: Israel erhält zwei weitere U-Boote der Dolphin-Klasse, die in der Kieler Werft HDW gebaut und von Deutschland zu einem Drittel mitfinanziert werden. Der scheidende Bundesaußenminister Joschka Fischer (Grüne) stimmte dem Vorhaben im Bundessicherheitsrat zu.

### Montag, 21. November 2005
- Berlin/Deutschland: Der noch amtierende Bundeskanzler Gerhard Schröder hat in einer SPD-Bundestagsfraktions-Sitzung angekündigt, nach der Wahl von Angela Merkel zur Bundeskanzlerin sein Mandat zum Bundestag niederzulegen. Er begründete seine Entscheidung damit, dass für ihn nun ein neuer Lebensabschnitt beginne. Teilnehmer berichten, in der Fraktionssitzung sei der scheidende Kanzler mit viel Beifall verabschiedet worden.
- Hasbaja/Libanon: Die israelische Luftwaffe hat am Montag die seit Monaten heftigsten Angriffe gegen Stellungen der Hisbollah-Miliz im Süden Libanons geflogen. Dabei wurden nach Angaben der Hisbollah drei ihrer Kämpfer getötet. Nach Berichten der Nachrichtenagentur AFP feuerten israelische Kampfjets Raketen auf zwei Ziele im Grenzbereich ab. Zugleich lieferten sich die israelische Armee und Hisbollah-Kämpfer Artillerie-Gefechte.
- Nairobi/Kenia: Bei einem Referendum in Kenia lehnt eine Mehrheit von 58 Prozent die vorgeschlagene Verfassungsänderung ab.

### Dienstag, 22. November 2005
- Berlin/Deutschland: Die Mitglieder des Bundestags wählen Angela Merkel (CDU) mit 397 von 614 möglichen Stimmen zur Bundeskanzlerin. Das Votum für Merkel liegt 51 Stimmen unter der Anzahl der den Regierungsparteien CDU, CSU und SPD zugehörigen Mandatsträger. Auf Nachfrage wählt Merkel, die erste Frau im Amt des deutschen Regierungschefs, die Bezeichnung „Bundeskanzlerin“ als Titel.[16]

### Mittwoch, 23. November 2005
- Berlin/Deutschland: Bundeskanzlerin Angela Merkel beginnt schon am Tag nach ihrer Vereidigung mit wichtigen Antrittsbesuchen: erst in Paris, anschließend in Brüssel. Frankreichs Staatschef Jacques Chirac hatte zu Merkels Vorgänger Gerhard Schröder ein sehr freundschaftliches Verhältnis, weshalb Merkel betonte, an der deutsch-französischen Kooperation werde sich nichts ändern. Vor einigen Tagen sagte sie, von der durch Schröder beförderten „Achse Paris-Berlin“ und engsten Kontakten zum russischen Präsidenten Wladimir Putin wenig zu halten, wenn dabei Warschau vor den Kopf gestoßen werde.[17]
- Wien/Österreich: Abgeordnete der Opposition fragen im Außenministerium nach dem Wahrheitsgehalt von Berichten, die CIA würde regelmäßig Überflüge von Österreich durchführen. Der genannte Fall einer Lockheed C-130 Hercules-Transportmaschine Anfang 2003 habe sich als ziviler Flug herausgestellt, nachdem Abfangjäger aufgestiegen seien. Allfälligen ungeklärten Flügen werde von der Luftraumüberwachung nachgegangen, und bisher hätten die betr. Staaten weitere Fälle unterbunden. Der Kauf neuer Abfangjäger ist in Österreich parteipolitisch umstritten.

### Freitag, 25. November 2005

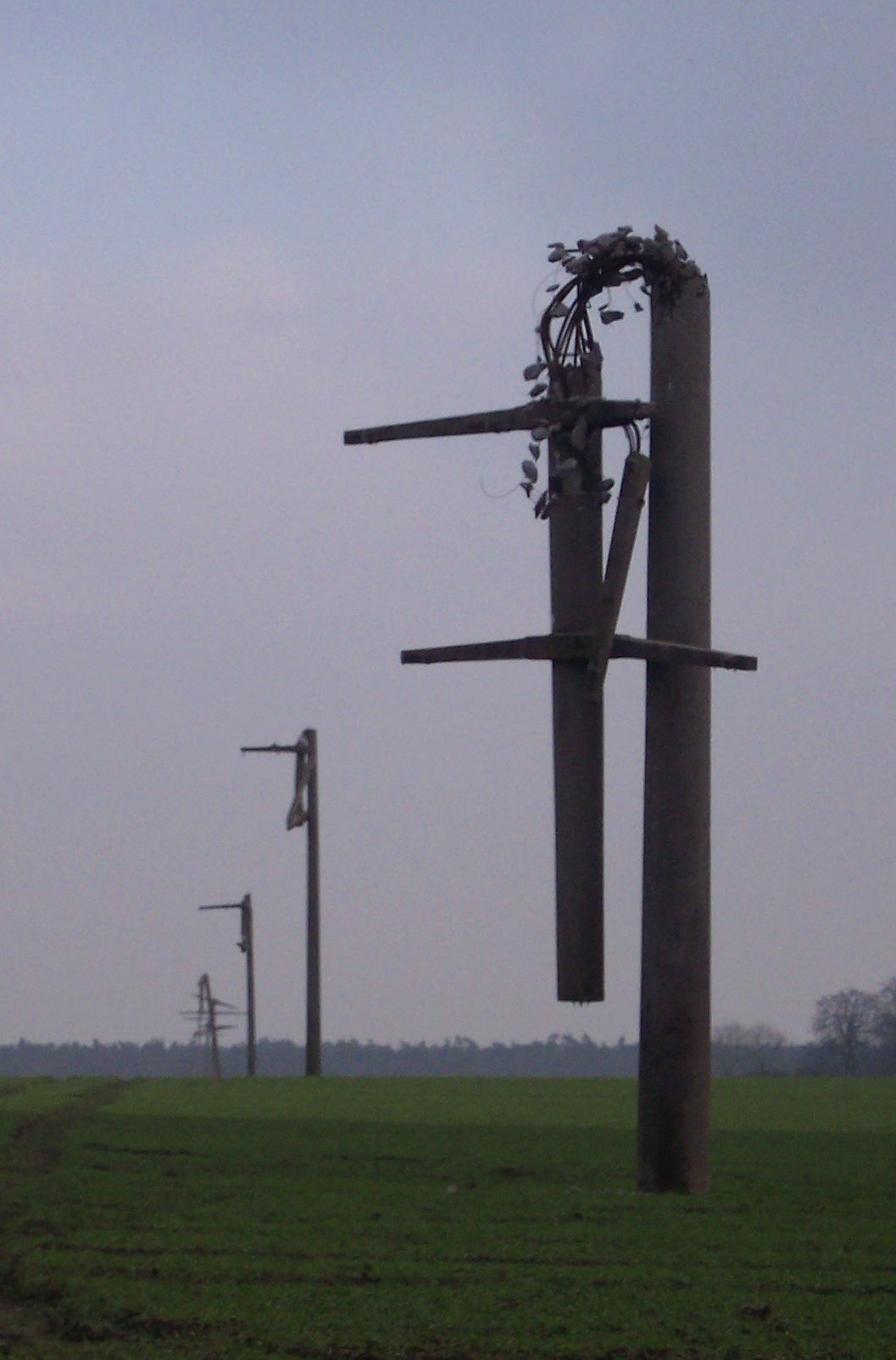
Extremwetterfolgen in Nordwestdeutschland

- Niedersachsen, Nordrhein-Westfalen/Deutschland: Schneefall im Emsland, Osnabrücker Land, Münsterland und Tecklenburger Land im Umfang von 30 bis 50 Zentimeter innerhalb von 24 Stunden führt gebietsweise zu chaotischen Verhältnissen, besonders in der Stadt Ochtrup, u. a. sind insgesamt 250.000 Menschen von Stromausfall betroffen.

### Samstag, 26. November 2005
- Wien/Österreich: Bei der 6. Verleihung des Nestroy-Theaterpreises werden Sunnyi Melles als beste Schauspielerin und Michael Maertens sowie Nicholas Ofczarek als beste Schauspieler ausgezeichnet.
- Florencia/Kolumbien: Die marxistische Guerillabewegung Revolutionäre Streitkräfte Kolumbiens – Volksarmee lässt eine Bombe in einem Krankenhaus explodieren, in dem ein Treffen zwischen Verwaltungsbeamten und regionalen Krankenhausleitern stattfindet. Eine Person wird getötet und 38 weitere werden verletzt.[18]

### Sonntag, 27. November 2005
- Libreville/Gabun: Der seit 1967 an der Spitze der gabunischen Politik stehende Omar Bongo wird erneut zum Staatspräsidenten gewählt.[19]

### Montag, 28. November 2005
- Barcelona/Spanien: Die gemeinsame Konferenz der Staaten Nordafrikas mit der EU (insgesamt 35 Staaten) berät über die Immigrationspolitik und Maßnahmen gegen den islamistischen Terrorismus.
- Harbin/China: die 6 Tage unterbrochene Trinkwasser-Versorgung der Millionenstadt wird wieder aufgenommen. Zuvor war es zu panikartigen Käufen von Flaschenwasser im gesamten Umland gekommen, verstärkt durch die Angst nach weiteren verheimlichten Chemieunfällen in der Industrieregion. Die Verseuchung des Songhua-Fluss durch Benzol war am 13. November bei Jilin 380 km flussaufwärts eingetreten, als es zu Explosionen in einem Werk der Petrochemie gekommen war. Russische WWF-Experten sprechen von einer ökologischen Katastrophe und einem massiven Fischsterben auch im Amur, in den der Songua mündet, und später im Ochotskischen Meer.
- Montreal/Kanada: in der kanadischen Metropole wird die 11. UN-Klimakonferenz eröffnet, die bis zum 9. Dezember anberaumt ist und mit insgesamt 10.000 Teilnehmern rechnet. Diese Konferenz aller Vertragsstaaten der UN-Klimarahmenkonvention ist der erste nach dem verspäteten Inkrafttreten des Kyoto-Protokolls am 15. Februar und hat zwei Hauptziele: die globale Erwärmung bis 2100 um nicht mehr als 2 °C ansteigen zu lassen und daher Maßnahmen nach dem Auslaufen von „Kyoto“ im Jahr 2012 zu beraten, sowie die USA für einen Beitritt zu gewinnen, die der Staat mit dem größten Beitrag zur Luftverschmutzung sind.
- Nordrhein-Westfalen/Deutschland: Erneut gibt es Stromausfälle in einigen Gemeinden des Münsterlandes, etwa 90.000 Menschen sind davon betroffen. Für Teile von Ochtrup bricht bereits die vierte Nacht ohne Strom an. Die Reparatur der vielen durch Eisregen und Sturm beschädigten Hochspannungsleitungen läuft jedoch auf Hochtouren.

### Dienstag, 29. November 2005
- Berlin/Deutschland: Anlässlich der USA-Reise von Deutschlands neuem Außenminister Steinmeier spricht Bundeskanzlerin Merkel eine Klimaverbesserung zu den USA an, aber eine im Wesentlichen kontinuierliche Außenpolitik, während die Regierung in Washington, D.C. von Deutschland deutlichere Signale erhofft.
- Kanaren/Spanien: Erstmals in der aufgezeichneten Geschichte erreicht mit „Delta“ nachweislich ein Tropischer Wirbelsturm die Kanarischen Inseln. Im Jahr 2005 wurden bisher fast 100 % mehr Hurrikans als im langjährigen Mittel registriert, weshalb Mitte November, im Lauf der üblichen alphabetischen Benennung, zum zweiten Mal der Buchstabe „A“ verwandt und der entsprechende Sturm auf den Namen „Alfa“ getauft wurde.

### Mittwoch, 30. November 2005
- Annapolis/Vereinigte Staaten: Das Weiße Haus veröffentlicht eine Studie zur politisch-militärischen Strategie im Irak. In einer vor der Marineakademie Annapolis gehaltenen Rede fasst Präsident Bush zusammen, es werde in der jetzigen Krise keinen Rückzug aus dem Land ohne einen Sieg der Demokratie geben. Bush fordert von der Öffentlichkeit Geduld und hält einen konkreten Zeitplan der Truppenreduzierung für verfrüht. Berichte aus dem Irak bestätigten, dass der Aufbau der landesinternen Sicherheitskräfte rasch voranschreite. Im 38-seitigen Dokument „Unsere nationale Strategie …“ heißt es übersetzt: Mit Entschlossenheit wird der Sieg errungen werden, allerdings nicht bis zu einem bestimmten Zeitpunkt. Der Plan setzt auf drei Grundlinien – die politische Linie, die Sicherheitspolitik und die Wirtschaftshilfe. Es gelte die Terroristen zu besiegen und den Aufstand zu neutralisieren. Man müsse dem Irak helfen, seine Wirtschaft zu stärken und die internationale Hilfe für das Land erhöhen.[20]
- Bagdad/Irak: Die irakische Regierung hält für Anfang 2006 den Abzug von bis zu 30.000 US-Soldaten für möglich. Deren Aufgaben könnten von irakischen Sicherheitskräften übernommen werden, sagte der Nationale Sicherheitsberater der Regierung, Mowaffak al-Rubaie. Ein Abzug aller US-Soldaten sei aber nicht vor Ende 2007 denkbar. Derzeit stehen 159.000 amerikanische Soldaten im Einsatz, 21.000 mehr als im Sommer. Bisher sind 2.110 US-Soldaten im Irak getötet worden. Das US-Verteidigungsministerium will den Truppenstand nach den Wahlen vom 15. Dezember wieder auf das Niveau des Sommers zurücknehmen.[21]
- Jerusalem/Israel: Der ehemalige Premierminister Schimon Peres verkündet seinen Austritt aus der Partei Die Arbeit, in der er am 9. November sein Amt als Parteichef an Amir Peretz verlor, und outet sich als Anhänger der von seinem früheren Rivalen Ariel Scharon am 24. November gegründeten Partei Vorwärts, die sich selbst in der Mitte des politischen Spektrums verortet. In verschiedenen Befragungen schneidet Vorwärts bereits besser ab als das Wahlbündnis Zusammenschluss, das die israelische Friedensdiplomatie mehrheitlich ablehnt. Peres ist davon überzeugt, dass Scharon eine Verständigung zwischen Israelis und Palästinensern anstrebt.[22]
- Vereinigte Staaten: Die Militärstrategen Andrew Terrill und Conrad Crane (Historisches Institut der Streitkräfte) sprechen sich trotz Kritik am Vorgehen der USA im Irak gegen die Vorlage eines Rückzug-Zeitplans aus, weil dieser für den Irak mehr Gefahren als Nutzen bedeute.

## Weblinks

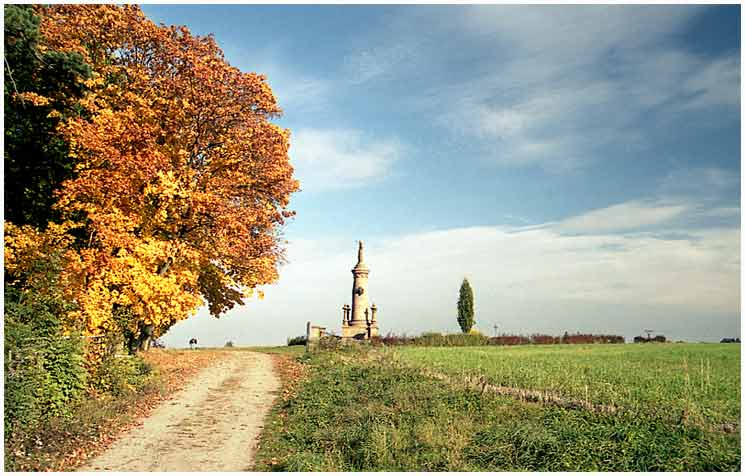
Tschechische Republik im November 2005